# Кшишковиці (Лодзинське воєводство)
Кшишковиці (пол. Krzyszkowice) — село в Польщі, у гміні Пйонтек Ленчицького повіту Лодзинського воєводства.
Населення — 97 осіб (2011).
У 1975—1998 роках село належало до Плоцького воєводства.

## Демографія
Демографічна структура станом на 31 березня 2011 року:
|          | Загалом | Допрацездатний вік | Працездатний вік | Постпрацездатний вік |
| -------- | ------- | ------------------ | ---------------- | -------------------- |
| Чоловіки | 51      | 11                 | 34               | 6                    |
| Жінки    | 46      | 7                  | 26               | 13                   |
| Разом    | 97      | 18                 | 60               | 19                   |